# Candela Peña
María del Pilar Peña Sánchez, művésznevén Candela Peña (Gavà, 1973. július 14. –) háromszoros Goya-díjas spanyol színésznő.
1994-ben debütált a filmvásznon a Megszámlált napok című thrillerrel, majd 1999-ben a Mindent anyámról szereplője volt. Utcalányok (2005) című filmjével elnyerte a legjobb női főszereplőnek járó Goya-díjat. Női mellékszereplőként további díjakat nyert a Többet ne! (2003) és a Péntek Barcelonában (2012) című művekkel.

## Élete és pályafutása
María del Pilar Peña Sánchez néven született Gavàban. Édesanyja Murciából, édesapja pedig Lora del Ríóból származik. A Candela nevet azután vette fel, hogy csatlakozott egy drámaiskolához.
A Megszámlált napok (1994) című filmben tűnt fel először a mozivásznon, két Goya-jelölést is szerezve (legjobb új színésznő, legjobb női mellékszereplő).

## Filmográfia

### Film
| Év   | Magyar cím                                   | Eredeti cím                       | Szerep           | Magyar hang         |
| ---- | -------------------------------------------- | --------------------------------- | ---------------- | ------------------- |
| 1994 | Megszámlált napok                            | Días contados                     | Vanesa           | Sági Tímea          |
| 1995 | Szájból szájba                               | Boca a boca                       | Tanya            |                     |
| 1995 | Szia! Egyedül vagy?                          | Hola, ¿estás sola?                | Trini            |                     |
| 1996 |                                              | La Celestina                      | Elicia           |                     |
| 1997 |                                              | ¿De qué se ríen las mujeres?      | Graci            |                     |
| 1998 |                                              | Insomnio                          | Alba             |                     |
| 1999 |                                              | Novios                            | Cristal          |                     |
| 1999 | Mindent anyámról                             | Todo sobre mi madre               | Nina Cruz        | Urbán Andrea        |
| 2001 |                                              | Sin vergüenza                     | Cecilia          |                     |
| 2001 |                                              | Desaliñada (rövidfilm)            | María Francisca  |                     |
| 2002 |                                              | No somos nadie                    | Espe             |                     |
| 2003 | Többet ne!                                   | Te doy mis ojos                   | Ana              |                     |
| 2003 | Olvadáspont                                  | Descongélate!                     | Iris             | Solecki Janka       |
| 2003 | Szex, hazugság, super 8-as – Torremolinos 73 | Torremolinos 73                   | Carmen           | Majsai-Nyilas Tünde |
| 2005 | Utcalányok                                   | Princesas                         | Caye             |                     |
| 2008 |                                              | En el lado de la vida (rövidfilm) | Madre de Ana     |                     |
| 2008 | A börtön udvarán                             | El patio de mi cárcel             | Mar              |                     |
| 2008 |                                              | Los años desnudos. Clasificada S  | Sandra Valle     |                     |
| 2009 |                                              | La isla interior                  | Coral            |                     |
| 2012 | Péntek Barcelonában                          | Una pistola en cada mano          | Mamen            |                     |
| 2013 |                                              | Ayer no termina nunca             | C.               |                     |
| 2014 |                                              | Le Dernier Coup de marteau        | Maria            |                     |
| 2014 |                                              | Las ovejas no pierden el tren     | Sara             |                     |
| 2015 | Latin szerető                                | Latin Lover                       | Segunda          | Pokorny Lia         |
| 2016 | Szex receptre                                | Kiki, el amor se hace             | María Candelaria | Náray Erika         |
| 2017 |                                              | Pieles                            | Ana              |                     |
| 2018 | Kertelés nélkül                              | Sin rodeos                        | karmester        |                     |
| 2019 | Leszbikus a nagymamám!                       | Salir del ropero                  | Perla            |                     |
| 2020 | Rosa esküvője                                | La boda de Rosa                   | Rosa             |                     |
| 2020 | Egy döntés súlya                             | Black Beach                       | Ale              |                     |

### Televízió
| Év        | Magyar cím         | Eredeti cím     | Szerep               | Megjegyzések           |
| --------- | ------------------ | --------------- | -------------------- | ---------------------- |
| 2019–2021 |                    | Hierro          | Candela Montes       | 14 epizód              |
| 2021      | Reménytelen balfék | Maricón perdido | Lucía, Roberto anyja | 6 epizód               |
| 2024      | Az Asunta-ügy      | El caso Asunta  | Rosario Porto        | minisorozat (6 epizód) |

## Fontosabb díjak és jelölések
Goya-díj
| Év   | Kategória                  | Jelölt              | Eredmény | Ref.   |
| ---- | -------------------------- | ------------------- | -------- | ------ |
| 1995 | legjobb új színésznő       | Megszámlált napok   | Jelölve  | [ 6 ]  |
| 1995 | legjobb női mellékszereplő | Megszámlált napok   | Jelölve  | [ 6 ]  |
| 2000 | legjobb női mellékszereplő | Mindent anyámról    | Jelölve  | [ 8 ]  |
| 2004 | legjobb női mellékszereplő | Többet ne!          | Elnyerte | [ 9 ]  |
| 2006 | legjobb női főszereplő     | Utcalányok          | Elnyerte | [ 10 ] |
| 2013 | legjobb női mellékszereplő | Péntek Barcelonában | Elnyerte | [ 11 ] |
| 2017 | legjobb női mellékszereplő | Szex receptre       | Jelölve  | [ 12 ] |
| 2021 | legjobb női főszereplő     | Rosa esküvője       | Jelölve  | [ 13 ] |

## Fordítás
- Ez a szócikk részben vagy egészben  a   Candela Peña című angol Wikipédia-szócikk ezen változatának fordításán alapul.  Az eredeti cikk szerkesztőit annak laptörténete sorolja fel. Ez a jelzés csupán a megfogalmazás eredetét és a szerzői jogokat jelzi, nem szolgál a cikkben szereplő információk forrásmegjelöléseként.